# 三河地区
三河，中国古地名。三河指河东、河内、河南等黄河流域中游一帶地区。
河东郡大约相当于现在山西省的临汾市、运城市；河內郡大约相当于现在河南省的焦作市、济源市、新乡市、安阳市、鹤壁市；河南郡不是现在的河南省，而是河南洛阳地区。